# Karl Friedrich Johann von Müller

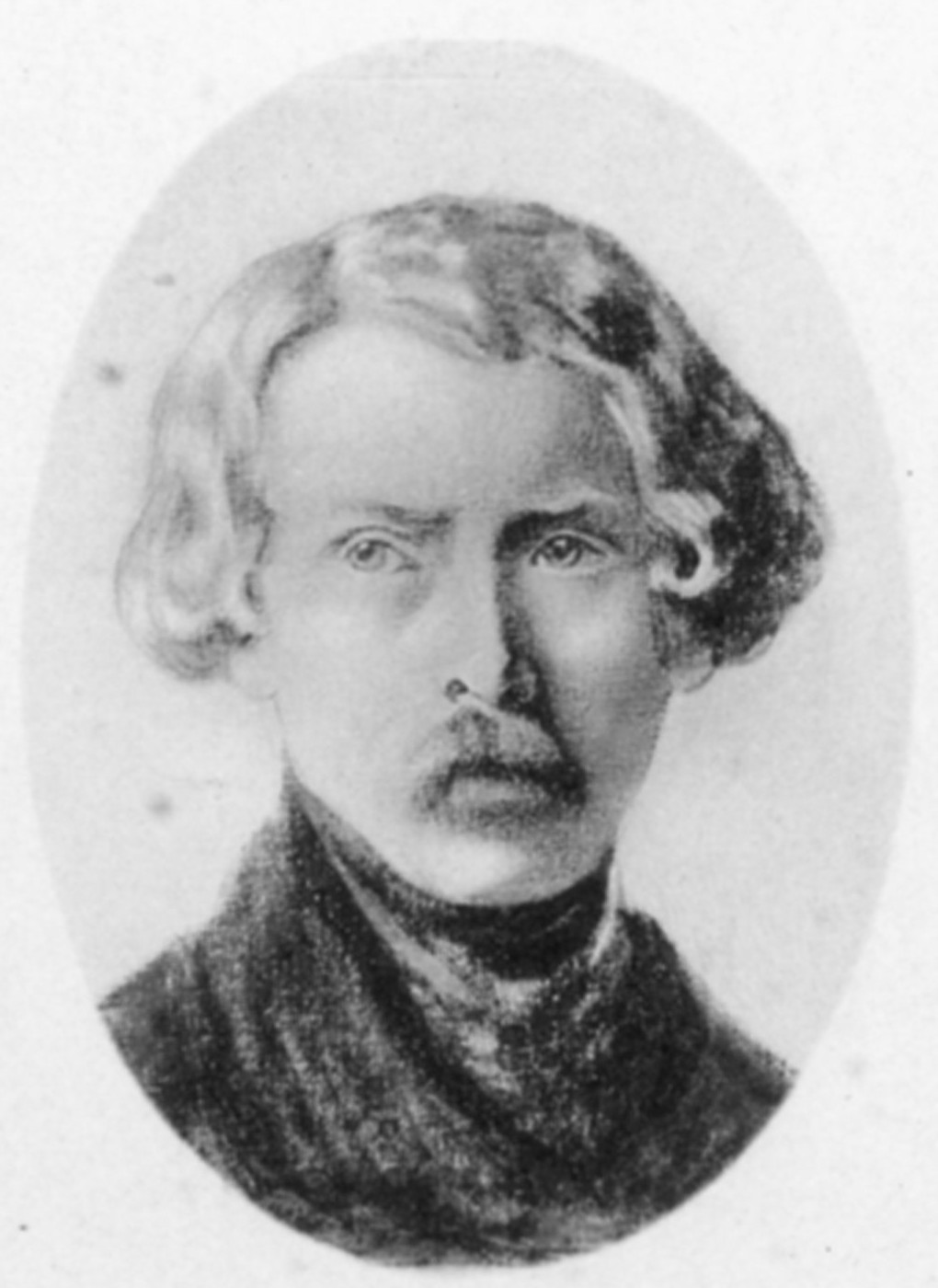
Karl Friedrich Johann von Müller

Karl Friedrich Johann Müller, ab 1877 von Müller (* 2. Oktober 1813 in Stuttgart; † 27. April 1881 in Frankfurt am Main), war ein deutscher Maler. 

## Leben und Wirken

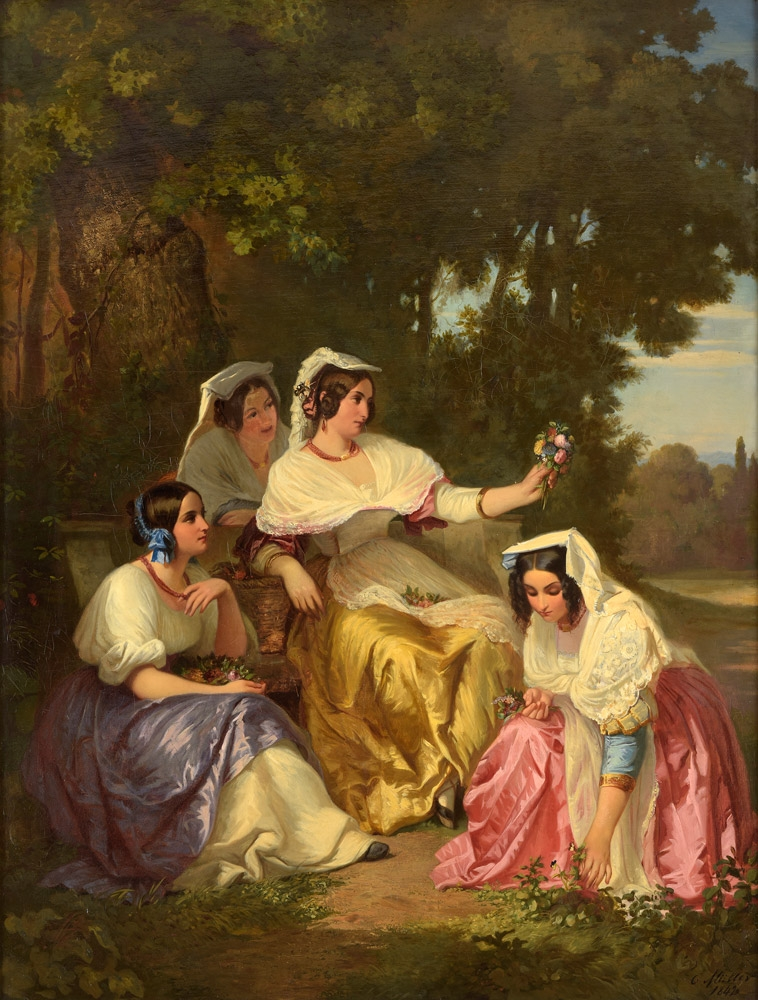
Karl Friedrich von Müller: Vier Schwestern im Park (1841)

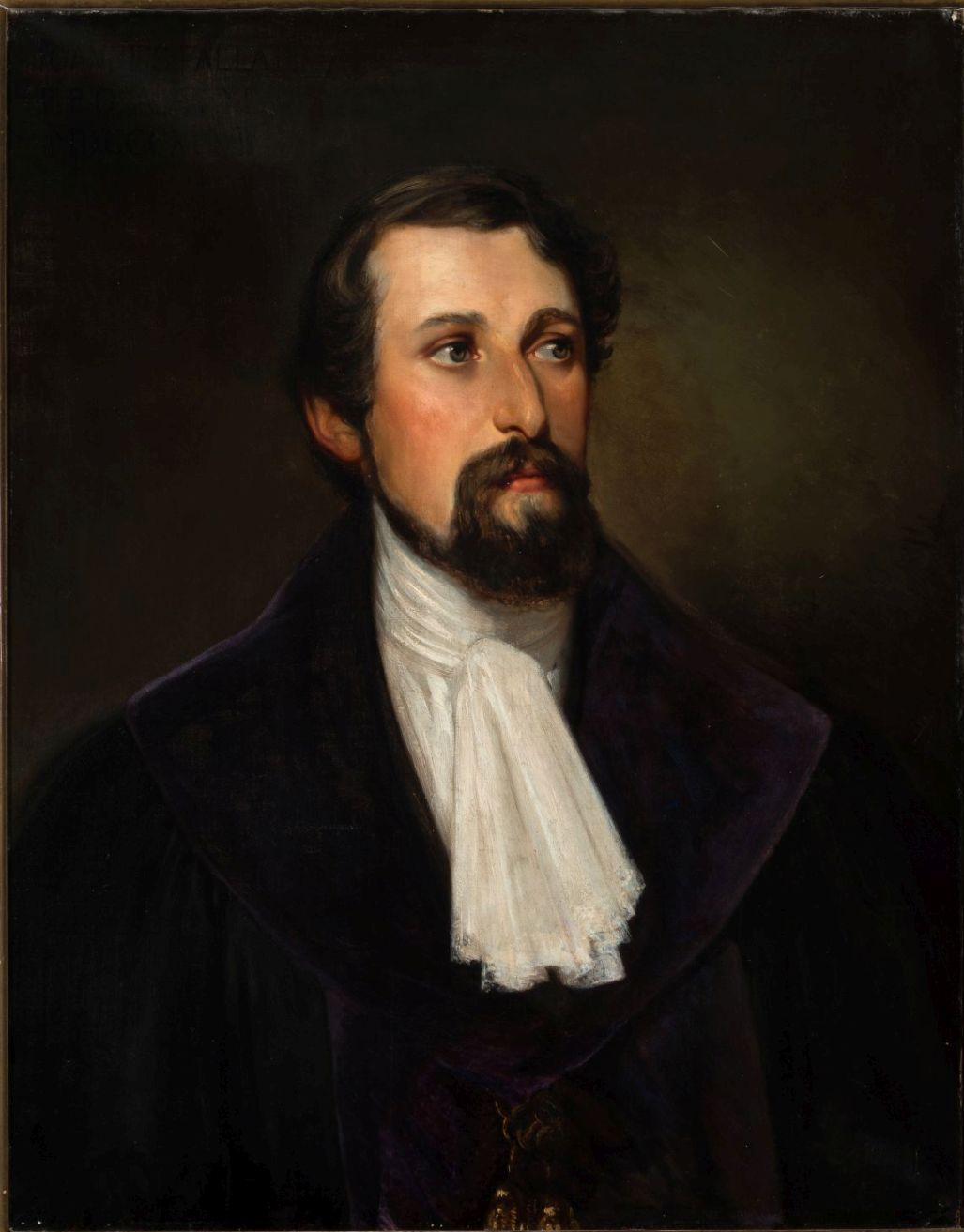
Karl Friedrich von Müller: Bildnis des Johannes Fallati (1848) aus der Sammlung der Tübinger Professorengalerie

Karl Müller war der Sohn des Kupferstechers Johann Friedrich Wilhelm Müller. Nach dem Tode seines Vaters im Jahr 1816 zog seine Mutter mit ihm und seinem Schwesterchen von Dresden nach Stuttgart um und wurde mit den Kindern von ihrem Schwiegervater Johann Gotthard von Müller in sein Haus aufgenommen. 1822 heiratete sie in zweiter Ehe den Stuttgarter Stadtpfarrer Nathanael Köstlin, starb aber schon kurz danach 1823.
Der junge Karl war zwischenzeitlich von seinem Großvater einem Präceptor (Lehrer der Lateinschule) in Nürtingen ins Haus gegeben worden, wie es scheint, um ihn den Anregungen zur Kunst zu entziehen, die er im Haus des Großvaters und bei seinem Großonkel Heinrich von Dannecker reichlich fand. Das Schicksal des Sohnes hatte den fürsorglichen Großvater wohl so erschreckt, dass er seinen Enkel vor einer Künstlerlaufbahn bewahren wollte. Später – wohl nach der Wiederverheiratung seiner Mutter – kam Karl in das elterliche Haus zurück und fand an seinem Stiefvater einen liebevollen Erzieher; zuletzt nahm ihn der Großvater wieder auf und gab ihm in den Freistunden des Gymnasiums Zeichenunterricht, wie es schon vorher Dannecker getan hatte. Man ließ ihn nun seiner Neigung zum Künstlerberuf nachgehen und ermöglichte ihm auch Malunterricht durch den Professor der Stuttgarter Kunstschule Johann Friedrich Dieterich.
Nach dem Tod des Großvaters († 1830) ging Müller 1831 nach München, um in der Akademie der Bildenden Künste unter Peter von Cornelius eine regelmäßige Malerschule, Studienfach Historienmalerei, durchzumachen. Er hielt aber dort nicht die volle Zeit aus, sondern kam noch einmal auf die Stuttgarter Kunstschule zurück, um sich 1833 nach Paris zu wenden. Dort trat er bei Jean-Auguste-Dominique Ingres als Schüler ein und malte unter dessen Leitung einen „Herkules am Scheideweg“ und die „Abschiedesscene von Romeo und Julia“, ein in Paris mit viel Beifall aufgenommenes und später öfter von ihm wiederholtes Bild (ein Exemplar besitzt die Staatsgalerie Stuttgart).
Als Ingres 1837 Direktor der französischen Akademie in Rom geworden war, folgte ihm Müller dorthin und hielt sich elf Jahre lang in Rom auf. Er malte dort seine besten Werke, zwei Ölgemälde mit lebensgroßen Figuren, „das Oktoberfest in der Villa Borghese in Rom“ (1848, gestochen von Louis Martinet und unter dem Namen Il Saltarello von dem Pariser Kunsthändler Charles Eugène Espidon Goupil verbreitet) und als Seitenstück „der römische Karneval“ (1850), beide im Besitz des König Karl von Württemberg in der königlichen Villa bei Stuttgart-Berg. Als er die Bilder nach Stuttgart brachte, blieb er eine Zeit lang dort, lebte dann zwei Jahre in Frankfurt und kehrte von da nach Paris zurück, das er fortan als seine eigentliche Heimat ansah.
Zusammen mit der gebildeten Gattin Emma Friederika (* 1834), geborene Stumm aus Neunkirchen, die er 1855 heiratete, benützte er die glückliche Sicherheit seiner äußeren Verhältnisse dazu, um in Paris ein Haus aufzubauen, dessen liebenswürdige Gastlichkeit auch bei vielen deutschen Landsleuten in dankbarer Erinnerung stand. Die Stoffe zu seinen Bildern wählte er sich leider nicht mehr aus dem Gebiete des modernen Lebens, das sich ihm einst so dankbar gezeigt hatte, sondern meist aus der Mythologie, welcher er bei aller Eleganz der Technik doch keine originelle Seite abzugewinnen wusste, weder in der Auffassung noch in der malerischen Behandlung (Ein „Urteil des Paris“ besitzt die Staatsgalerie Stuttgart; eine „Schlafende Bacchantin“ war früher in Stuttgarter Privatbesitz). Dagegen trat in diesen Bildern, sowie in den anderen Zweigen der Malerei, die er pflegte, z. B. in seinen vielen Studienköpfen (für Goupil & Cie in Paris gezeichnet und in Lithographie verbreitet), seinen Ölporträts und namentlich in den Porträt- und Landschaftsskizzen, die er zahlreich zeichnete und teilweise mit Wasserfarben kolorierte, das künstlerische Erbteil des Vaters und Großvaters, ein außerordentliches Zeichentalent, unverkennbar zu Tage.
Im Jahr 1867 zog er von Paris nach Frankfurt, und der Deutsch-Französische Krieg von 1870 schnitt auch für ihn, den die Franzosen lange Zeit als einen der Ihrigen gelten ließen, seine Beziehungen zu Paris in fast allen Fäden durch. Seine Anhänglichkeit an die schwäbische Heimat hat Müller damit bewährt, dass er am 6. März 1877 die in seinem Besitz befindlichen 19 Handzeichnungen seines Vaters und Großvaters dem königlichen Kupferstich-Kabinett in Stuttgart schenkte, wo sie ab 1881 in einem besonderen Zimmer ausgestellt wurden. Müller wurde aus dieser Veranlassung am 12. Juli 1877 in den erblichen Adelstand erhoben. Aus Dankbarkeit stiftete er der im Jahr 1878 gegründeten Gemälde-Galerie im königlichen Schloss Rosenstein bei Stuttgart sein letztes Ölgemälde „Faust und Helena“.